# Bandeira do Japão
A bandeira do Japão tem um formato retangular branco com um grande disco carmesim (representando o Sol) no centro, e é oficialmente denominada Nisshōki (日章旗, "bandeira do Sol") em japonês, embora seja mais comumente conhecida como Hinomaru (日の丸, "disco solar").
A bandeira Nisshōki é designada como a bandeira nacional na Lei sobre a Bandeira e o Hino Nacional, que foi promulgada e se tornou eficaz em 13 de agosto de 1999. Apesar de nenhuma legislação anterior ter especificado uma bandeira nacional, o disco solar já era de facto a bandeira do Japão. Duas proclamações foram publicadas em 1870 pelo Daijō-kan, o corpo de governo do início da era Meiji, cada uma com uma providência para a criação da bandeira nacional. Uma bandeira com um disco solar foi adotada como bandeira nacional por navios mercantes sob a Proclamação Nº 57 de Meiji 3 (publicada em 27 de fevereiro de 1870), e como bandeira nacional usada pela Marinha sob a Proclamação Nº 651 de Meiji 3 (publicada em 27 de outubro de 1870). O uso do Hinomaru foi severamente restringido durante os primeiros anos da ocupação estadunidense após a Segunda Guerra Mundial, ainda que relaxando essas restrições mais tarde.
No começo da história do Japão, o Hinomaru foi utilizado nas bandeiras dos daimyos e samurais. Durante a Restauração Meiji, tanto o disco solar como a Bandeira do Sol Nascente da Marinha Imperial do Japão se tornaram símbolos maiores no emergente Império do Japão. Pôsteres de propaganda, textos e filmes mostravam a bandeira como uma fonte de orgulho e patriotismo. Nas casas japonesas, pedia-se que os cidadãos hasteassem a bandeira durante feriados nacionais, celebrações e outras ocasiões como decretado pelo governo. Diferentes sinais de devoção ao Japão e seu imperador sob o Hinomaru se tornaram populares durante a Segunda Guerra Sino-Japonesa e outros conflitos. Esses símbolos surgiram de slogans escritos na bandeira para roupas e pratos que carregavam a bandeira.
A percepção pública da bandeira nacional varia. Para alguns japoneses, a bandeira representa o Japão, e nenhuma outra bandeira poderia tomar o seu lugar. Todavia, a bandeira não é frequentemente hasteada devido à sua associação com o nacionalismo extremo. O uso da bandeira e o hino nacional Kimigayo foram um assunto contencioso para as escolas públicas do Japão logo após a Segunda Guerra Mundial. Disputas sobre o seu uso levaram a protestos, processos e pelo menos um suicídio na prefeitura de Hiroshima.
Para os habitantes de Okinawa, a bandeira representa os eventos da guerra e a subsequente presença militar dos Estados Unidos. Para as nações ocupadas pelo Japão, a bandeira é um símbolo de agressão e imperialismo. O Hinomaru foi usado como uma arma contra as nações ocupadas para propósitos de intimidação e subjugação. Durante protestos contra a política externa do Japão, como em contestações de territórios, a bandeira foi queimada por chineses e coreanos em seus países. Apesar das conotações negativas, fontes ocidentais e japonesas apresentam a bandeira como um poderoso símbolo do Japão. Alguns estandartes militares do Japão são baseados no Hinomaru, incluindo a Bandeira Naval, com seus raios solares. O Hinomaru também serve de modelo para outras bandeiras no Japão para uso público e privado.

## Bandeiras históricas

Bandeira do Xogunato Tokugawa de 1600 a 1868 que acabou por causa da Restauração Meiji.
Primeira versão da bandeira atual, de 1870 a 1999, foi alterada por causa do círculo vermelho ser um pouco descentralizado, diferente da atual que é mais centralizada

## História

### Antes de 1900

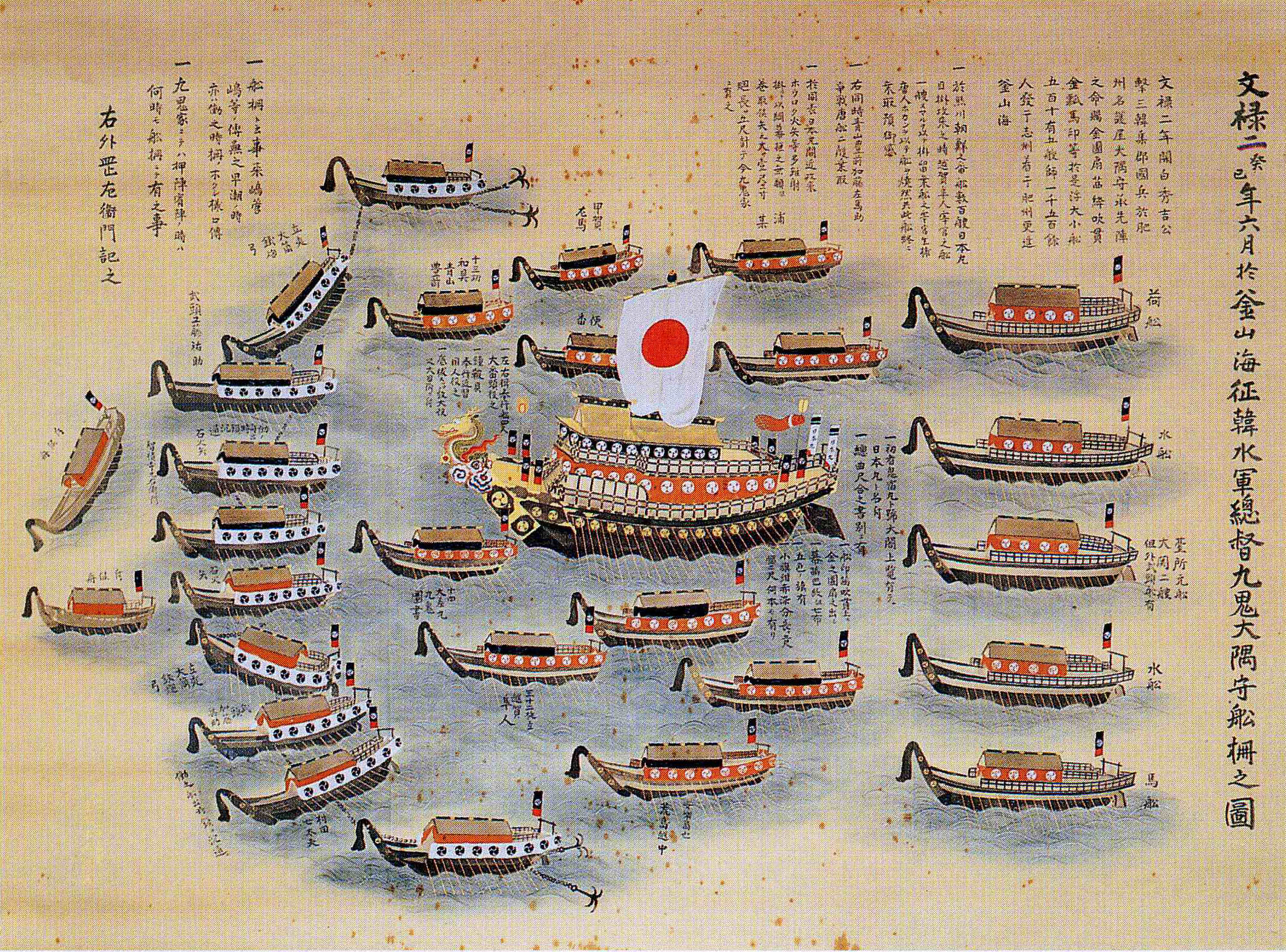
A frota de Kuki Yoshitaka em 1594.

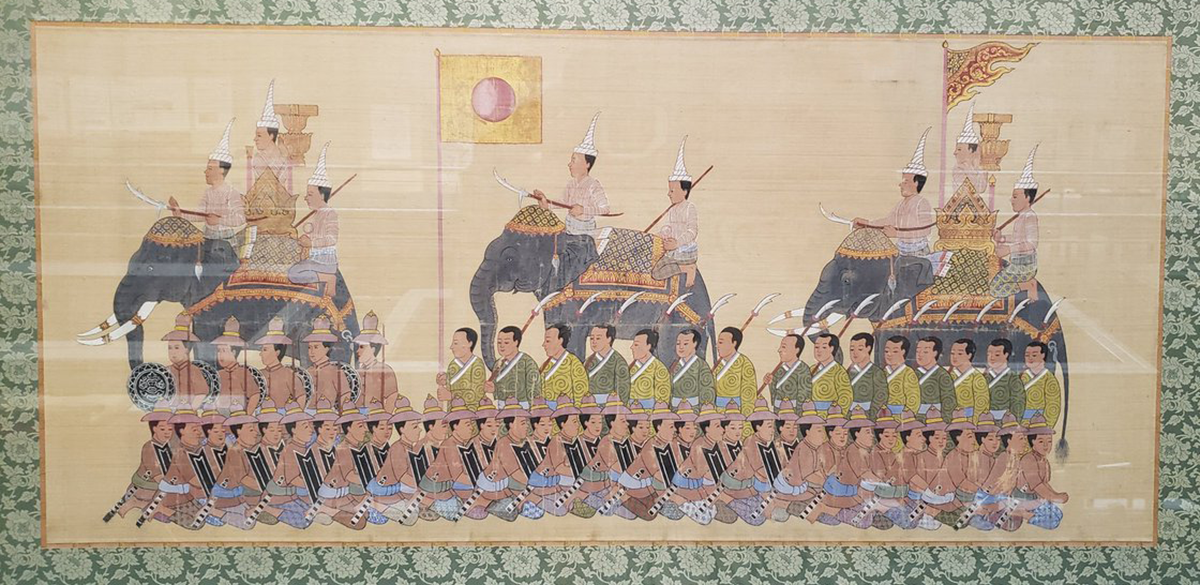
Exército voluntário do Japão em Sião, século XVII.

A origem exata do Hinomaru é desconhecida, mas o sol nascente parece ter algum significado simbólico desde o começo do século VII. Em 607, uma correspondência oficial que começa com "do imperador do sol nascente" foi enviada ao Imperador Sui Yangdi. O Japão é frequentemente referido como "a terra do sol nascente". Na obra do século XII, Heike Monogatari, foi escrito que diferentes samurais carregavam desenhos do sol em seus leques. Outro possível motivo para o uso do sol era o desejo de modelos simples e elegantes pelos guerreiros japoneses para refletir a condição culta dos samurais. Uma lenda relacionada à bandeira nacional é atribuída ao sacerdote budista Nichiren. Supostamente, durante uma invasão mongol ao Japão no século XIII, Nichiren deu um estandarte solar ao xogun para carregar na batalha. O sol também é fortemente relacionado à família imperial pelo fato da mitologia atestar que o trono imperial descendia da deusa Amaterasu.

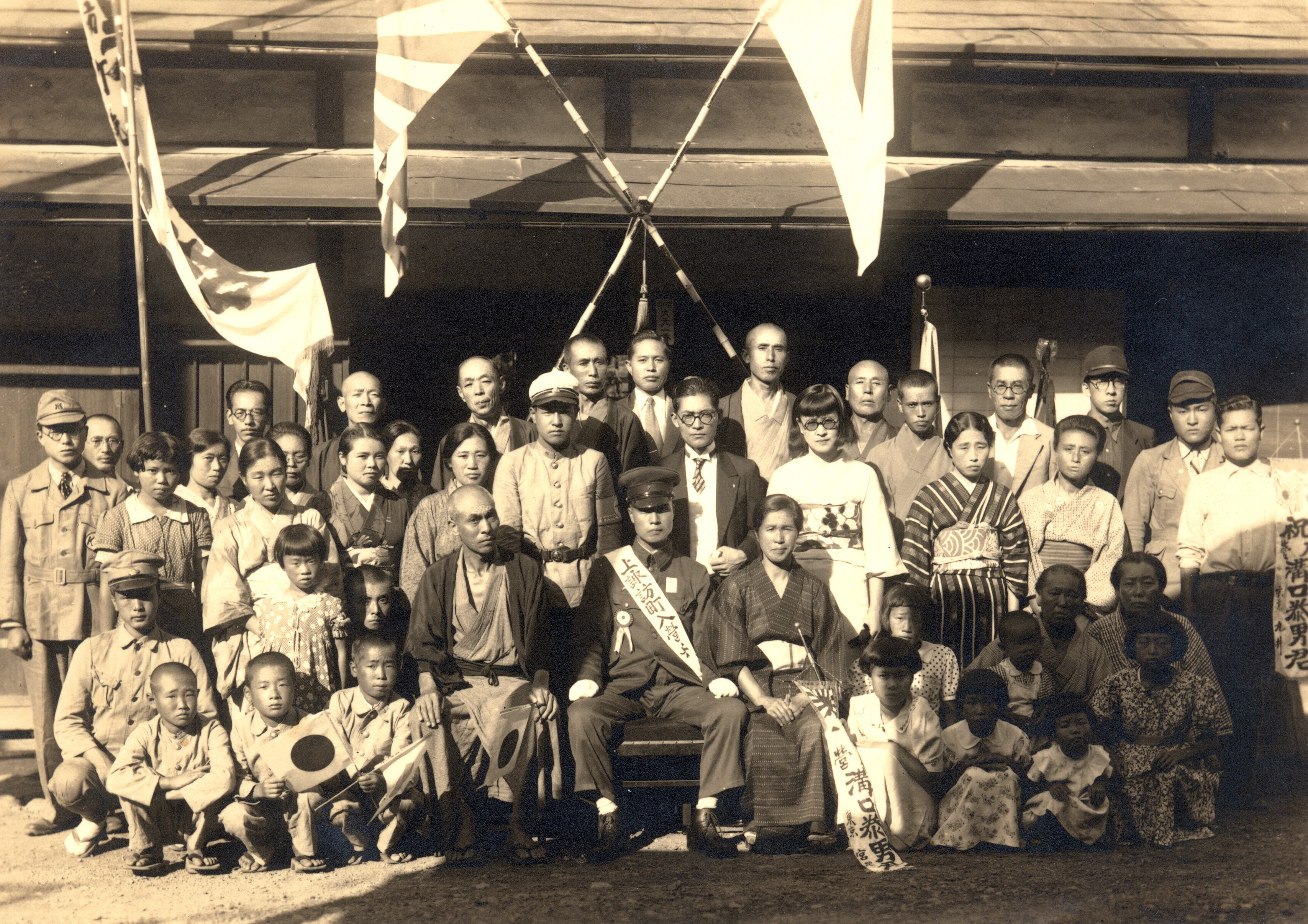
Foto de uma inscrição militar dos anos 1930. O Hinomaru é hasteado na casa e empunhado por algumas crianças.

Uma das bandeiras mais antigas do Japão está no tempo Unpo-ji, na prefeitura de Yamanashi. Segundo a lenda, foi dada pelo Imperador Reizei a Minamoto no Yoshimitsu e foi tratada como um tesouro familiar pelo clã Takeda por mil anos, mas a verossimilhança histórica desse relato é questionável.
As primeiras bandeiras registradas no Japão datam do período de unificação no final do século XVI. As bandeiras pertenciam a cada Daimyo e eram usadas primariamente em batalhas. A maioria das bandeiras eram estandartes longos geralmente acompanhados do mon (símbolo da família) do Daimyo. Membros da mesma família, como um filho, pai ou irmão, tinham diferentes bandeiras para portar em uma batalha. As bandeiras serviam como identificação e eram empunhadas pelos soldados em suas costas e em seus cavalos. Generais também tinham suas próprias bandeiras, a maioria diferenciando das bandeiras dos soldados pela sua forma quadrada.
Em 1854, durante o xogunato Tokugawa, os navios japoneses tinham o dever de hastear o Hinomaru para se distinguir de navios estrangeiros. Além disso, diferentes tipos de bandeiras Hinomaru eram utilizadas em embarcações que faziam comércio com os americanos e os russos. O Hinomaru foi decretado como bandeira mercantil do Japão em 1870 e foi a bandeira nacional legal de 1870 a 1885, sendo a primeira bandeira nacional adotada pelo Japão.
Enquanto a ideia de símbolos nacionais era estranha aos japoneses, o Governo Meiji precisava deles para se comunicar com o mundo exterior. Isso se tornou essencialmente importante depois da chegada do comodoro americano Matthew Perry na Baía de Yokohama. Implementações posteriores do Governo Meiji deram mais identificações ao Japão, incluindo o hino Kimigayo e o selo imperial. Em 1885, todas as leis anteriores não publicadas no Diário Oficial do Japão foram abolidas. Por causa dessa ordem do novo gabinete do Japão, o Hinomaru era a bandeira nacional de facto uma vez que não restou nenhuma lei sobre a bandeira nacional.

### Primeiros conflitos e a Guerra do Pacífico

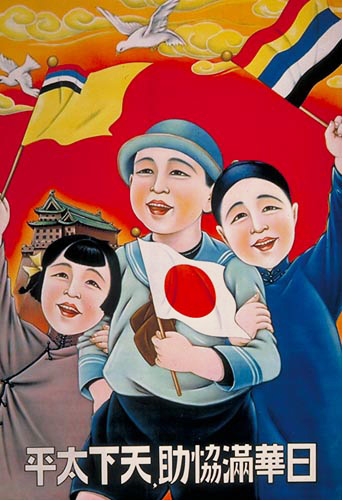
Pôster de propaganda promovendo harmonia entre japoneses, chineses, e Manchus. O texto lê (direita para esquerda), "Com a cooperação de Japão, China e Manchukuo, o mundo pode estar em paz".

O uso da bandeira nacional cresceu à medida que o Japão se desenvolveu como império, e o Hinomaru estava presente em celebrações após vitórias na Primeira Guerra Sino-Japonesa e na Guerra Russo-Japonesa. A bandeira também foi usada em esforços de guerra dentro do país. Um filme japonês de propaganda de 1934 retratava bandeiras nacionais estrangeiras como incompletas ou defeituosas em seus designs, enquanto a bandeira do Japão é perfeita em todas as suas formas. Em 1937, um grupo de garotas da prefeitura de Hiroshima demonstrou solidariedade aos soldados japoneses combatendo na China durante a Segunda Guerra Sino-Japonesa, comendo "refeições da bandeira" que consistiam em um umeboshi no meio de uma camada de arroz. O bento Hinomaru se tornou o principal símbolo da mobilização de guerra e da solidariedade do Japão com seus soldados até a década de 1940.
As primeiras vitórias do Japão na Guerra Sino-Japonesa resultaram em novos usos do Hinomaru em celebrações. Era visto nas mãos de todos os japoneses em paradas.
Livros-texto do período também tinham o Hinomaru impresso com vários slogans expressando devoção ao Imperador e ao país. O patriotismo era ensinado como uma virtude às crianças japonesas. Expressões de patriotismo, como empunhar uma bandeira ou reverenciar o Imperador diariamente, eram em toda parte ser um "bom japonês".
A bandeira foi uma ferramenta do imperialismo japonês no sudeste asiático ocupado durante a Segunda Guerra Mundial: as pessoas tinham de usar a bandeira, e as crianças nas escolas cantavam o Kimigayo de manhã em cerimônias de hasteamento da bandeira. Bandeiras locais eram permitidas em algumas áreas, como as Filipinas, a Indonésia e Manchukuo. Em certas colônias, como a Coreia, o Hinomaru e outros símbolos eram usados para relegar os coreanos à segunda classe do império.
Para os japoneses, o Hinomaru era o "Sol Nascente que iluminaria a escuridão do mundo inteiro". Para os ocidentais, era um dos símbolos mais poderosos do exército japonês.

### Ocupação dos Estados Unidos

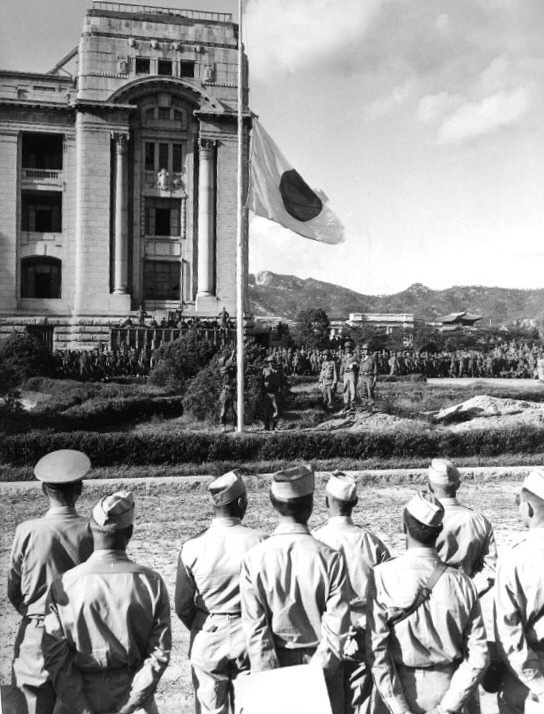
O Hinomaru é recolhido em Seul, Coreia, em 9 de setembro de 1945, dia da rendição.

O Hinomaru foi a bandeira de facto durante a Segunda Guerra e o período de ocupação. Durante a ocupação do Japão após a guerra, permissão do Comandante Supremo das Forças Aliadas (SCAPJ em inglês) era necessária para hastear o Hinomaru. As fontes divergem no grau de restrição do uso do Hinomaru; algumas usam o termo “banido”; todavia, apesar das restrições originais terem sido severas, elas não chegavam a um banimento indiscutível.
Depois da guerra, uma bandeira era usada por navios civis japoneses da Autoridade de Controle Naval dos Estados Unidos para Navios Mercantes Japoneses. Modificada do código sinal "E", a bandeira foi usada de setembro de 1945 até a cessação da ocupação dos EUA no Japão. Navios norte-americanos em águas japonesas usavam uma bandeira com um sinal "O" modificado como bandeira.
Em 2 de maio de 1947, o general Douglas MacArthur aboliu as restrições ao hasteamento do Hinomaru na entrada do prédio da Dieta Nacional, no Palácio Imperial de Tóquio, na residência do primeiro-ministro e no prédio da Suprema Corte com a ratificação da nova Constituição do Japão. Essas restrições foram depois relaxadas em 1948, quando o povo foi autorizado a tremular a bandeira em feriados nacionais. Em janeiro de 1949, as restrições foram abolidas e qualquer um poderia hastear o Hinomaru a qualquer tempo sem permissão. Como resultado, as escolas e casa foram estimuladas a tremular o Hinomaru até o começo dos anos 1950.

### Pós-guerra até 1999

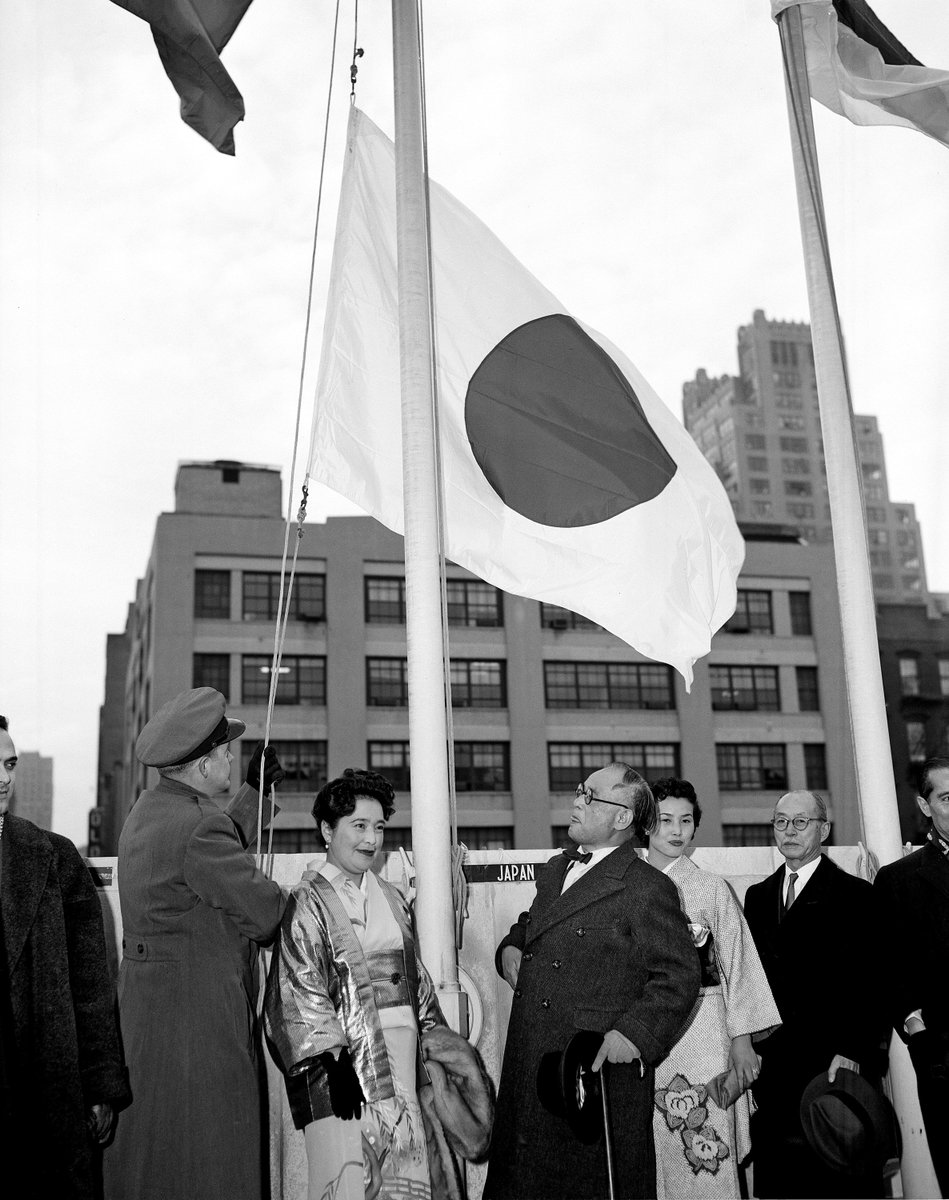
O Hinomaru sendo hasteado na sede da ONU em Nova York em 1956.

Desde a Segunda Guerra, a bandeira do Japão foi criticada pela associação ao passado militarista do país. Objeções similares foram feitas ao hino nacional japonês, Kimigayo. Os sentimentos sobre o Hinomaru e o Kimigayo representaram o deslocamento de um sentimento patriótico do "Dai Nippon" – Grande Japão – ao pacifista e antimilitarista "Nihon". Por causa dessa mudança ideológica, a bandeira foi usada com menos frequência no Japão diretamente após a guerra mesmo com o fim das restrições do SCAPJ em 1949.
À medida que o Japão começou a se restabelecer diplomaticamente, o Hinomaru foi usado como uma arma política no além-mar. Numa visita do Imperador Showa e da Imperatriz aos Países Baixos, o Hinomaru foi queimado por cidadãos holandeses que pediam que ele fosse mandado embora para o Japão ou julgado pela morte de prisioneiros de guerra holandeses durante a Segunda Guerra Mundial. Domesticamente, o Hinomaru não foi utilizado nem mesmo em protestos contra um novo Status of Forces Agreement que estava sendo negociado entre Japão e EUA. A bandeira mais usada por uniões de comércio e outros manifestantes era a bandeira carmesim de revolta.
Uma questão envolvendo o Hinomaru e o hino nacional foi levantada novamente quando Tóquio sediou os Jogos de 1964. Antes das Olimpíadas, o tamanho do disco solar da bandeira foi alterado parcialmente por considerarem que o disco não ocupava uma posição destacada quando hasteado com as outras bandeiras nacionais. Tadamasa Fukiura, um especialista em cores, decidiu deixar o disco solar com dois terços do tamanho da bandeira. Fukiura escolheu as cores da bandeira tanto em 1964 como nos Jogos Olímpicos de Inverno de 1998 em Nagano.
Em 1989, a morte do Imperador Showa novamente trouxe questões morais sobre a bandeira. Conservadores sentiam que se a bandeira podia ser usada em cerimônias sem abrir velhas feridas, eles poderiam ter uma chance de propor que o Hinomaru se tornasse a bandeira nacional de direito sem nenhum problema sobre seus significados. Durante um período de luto oficial de seis dias, bandeiras tremularam a meio mastro ou cobertas por tarjas pretas em todo o Japão. Apesar de relatos de manifestantes vandalizando o Hinomaru no dia do funeral do Imperador Showa o direito das escolas empunharem o Hinomaru a meio-mastro sem reservas trouxe sucesso aos conservadores.

### Desde 1999

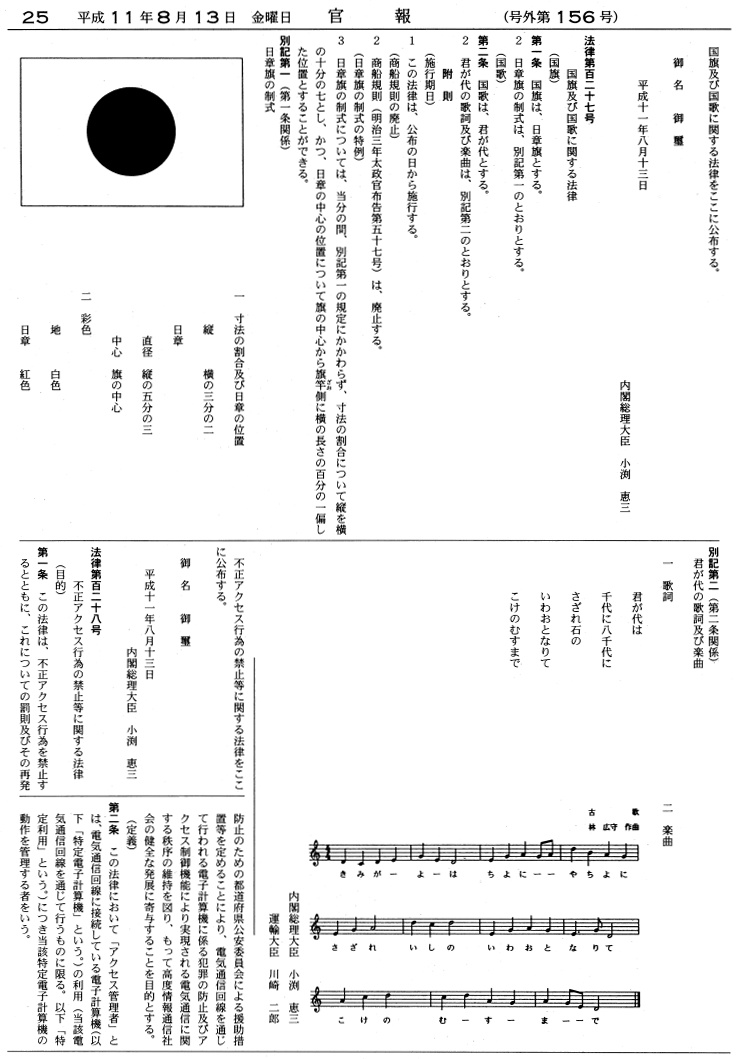
A Lei Sobre a Bandeira e o Hino Nacional como está no Diário Oficial em 15 de agosto de 1999.

A Lei sobre a Bandeira e o Hino Nacional foi passada em 1999, escolhendo o Hinomaru e o Kimigayo como símbolos nacionais do Japão. A aprovação da lei foi motivada pelo suicídio do diretor de uma escola em Hiroshima que não conseguira resolver uma disputa entre seu conselho escolar e seus professores sobre o uso do Hinomaru e do Kimigayo.
O primeiro-ministro Keizō Obuchi do Partido Liberal Democrata (LDP) decidiu esboçar uma legislação para fazer o Hinomaru e o Kimigayo símbolos oficiais do Japão em 2000. Seu Secretário Geral do Gabinete, Hiromu Nonaka, queria a legislação completada no 10º aniversário da coroação de Akihito como Imperador.
Os principais apoiantes dessa lei eram o LDP e o Komeito (CGP), enquanto a oposição incluía o Partido Social Democrata (SDPJ) e o Partido Comunista (CPJ), que alegaram conotações dos símbolos com a guerra. O CPJ era o mais oposto por não querer que o assunto fosse decidido pelo povo. Enquanto isso, o Partido Democrático do Japão (DPJ) não obteve consenso partidário sobre o tema. O presidente do DPJ, Naoto Kan defendeu que o DPJ deveria apoiar a legislação porque seu partido já reconhecia os símbolos como símbolos do Japão. O deputado secretário geral e futuro primeiro-ministro Yukio Hatoyama entendeu que essa lei poderia causar divisões na sociedade e nas escolas públicas.
A Casa dos Representantes passou a lei em 22 de julho de 1999 por 403 votos a 86. A legislação foi mandada para a Casa dos Conselheiros em 28 de julho e aprovada em 9 de agosto. A lei foi promulgada em 13 de agosto. Tentativas de se designar apenas o Hinomaru como bandeira nacional pelo DPJ e outro partidos durante a votação da lei foram rejeitadas pela Dieta.
Em 8 de agosto de 2009, uma fotografia foi tirada em um encontro do DPJ para a eleição da Casa dos Representantes mostrando um banner pendurado em um teto. O banner era feito de duas bandeiras Hinomaru cortadas e costuradas para formar o logo do DPJ. Isso enfureceu o LDP e o primeiro-ministro Taro Aso, que alegaram que o ato era imperdoável. Em resposta, O presidente do DPJ, Yukio Hatoyama, (que votou a favor da Lei da Bandeira e Hino Nacional) disse que o banner não era o Hinomaru e não deveria ser considerado assim.

## Desenho

Esquema de construção.

Passada em 1870, a Proclamação No. 57 do primeiro-ministro tinha duas previsões relacionadas à bandeira nacional. A primeira previsão determinava quem poderia empunhar e como deveria empunhar a bandeira; a segunda especificava como a bandeira deveria ser feita. A razão era sete unidades de largura e dez unidades de extensão (7:10). O disco carmesim, que representa o sol, foi calculado para ser de três quintos do tamanho total do comprimento. A lei decretou que o disco ficaria no centro, mas geralmente era colocado a um centésimo (1/100) para cima. Em 3 de outubro do mesmo ano, regulamentações sobre o design da bandeira mercantil outras bandeiras navais foram passadas. Para a bandeira mercantil, a razão era duas unidades de largura e três unidades de extensão (2:3). O tamanho do disco permaneceria o mesmo, contudo o disco solar era colocado a um vigésimo (1/20) para cima.
Quando a Lei sobre a Bandeira e o Hino Nacional passou, as dimensões da bandeira foram levemente alteradas. A razão geral da bandeira foi trocada para duas unidades de largura e três unidades de extensão (2:3). O disco carmesim foi deslocado para o ponto morto, mas o tamanho geral do disco permaneceu o mesmo. O fundo da bandeira é branco e o disco solar é carmesim　beni iro (紅色), mas a cor exata das sombras não foi definida na lei de 1999. A única pista é que a sombra da cor carmesim deveria ser "profunda".
Publicadas pela Agência de Defesa do Japão (hoje o Ministério da Defesa) em 1973 (Shōwa 48), especificações listam a cor carmesim da bandeira como 5R 4/12 e a branca como N9 na tabela Munsell de cores. O documento foi alterado em 21 de março de 2008 (Heisei 20) para ajustar a constituição da bandeira com a legislação atual e atualizou as cores de Munsell. O documento lista fibra acrílica e nylon como fibras que poderiam ser usadas na construção de bandeiras usadas pelas Forças Armadas. Para o acrílico, a cor carmesim é 5.7R 3.7/15.5 e a branca é N9.4; o nylon tem 6.2R 4/15.2 para o carmesim N9.2 para o branco. Em um documento publicado pela Assistência Oficial ao Desenvolvimento (ODA), a cor carmesim para o Hinomaru e o logo do ODA é listada como DIC 156 e CMYK 0-100-90-0. Durante as deliberações sobre a Lei da Bandeira e Hino Nacional, houve uma sugestão de usar ou uma sombra carmesim (赤色, aka iro) ou da cor dos estandartes industriais do Japão.
| Cor oficial (branco) | Sistema de cores | Fonte                                                               | Ano            | URL    |
| -------------------- | ---------------- | ------------------------------------------------------------------- | -------------- | ------ |
| N9                   | Munsell          | DSP Z 8701C                                                         | Showa 48/1973  | [ 63 ] |
| N/A                  | DIC              | ODA                                                                 | Heisei 7/1995  | [ 64 ] |
| N/A                  | CMYK             | ODA                                                                 | Heisei 7/1995  | [ 64 ] |
| N9.4 (Acrílico)      | Munsell          | DSP Z 8701E                                                         | Heisei 20/2008 | [ 63 ] |
| N9.2 (Nylon)         | Munsell          | DSP Z 8701E                                                         | Heisei 20/2008 | [ 63 ] |
| N/A                  | Pantone          | Guias do protocolo dos Jogos Olímpicos de Verão de 2008 - Bandeiras | 2008           | [ 67 ] |

## Uso e costumes

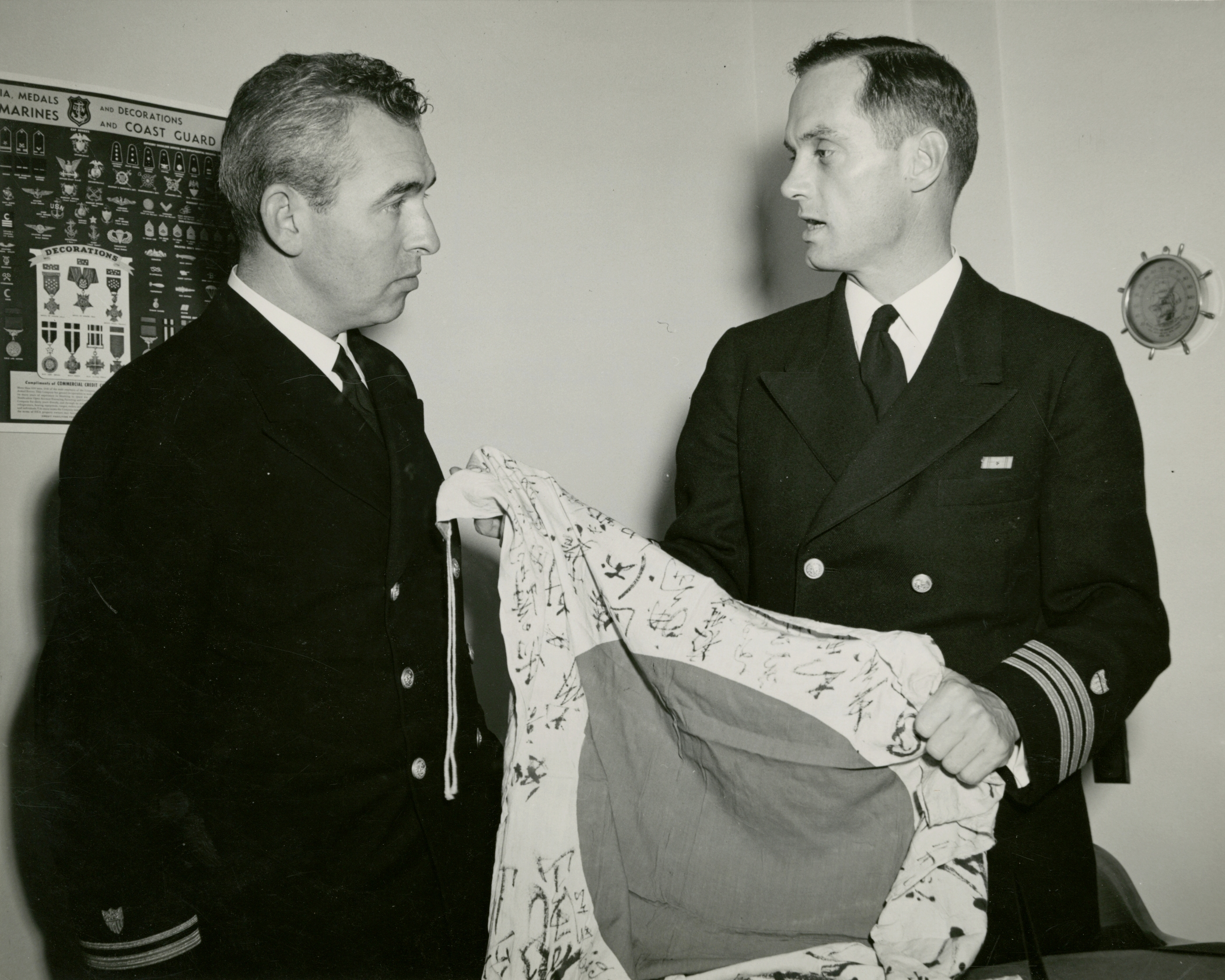
Um exemplo de um Hinomaru Yosegaki; O comandante Dwight Hodge Dexter explica a bandeira do Japão (lembrança de suas façanhas) a Mel Venter durante uma conferência de 1943 em São Francisco.

Quando o Hinomaru foi primeiramente introduzido, o governo pediu aos cidadãos que reverenciassem o Imperador com a bandeira. Havia um pouco de ressentimento entre os japoneses sobre a bandeira, resultando em alguns protestos. Levou algum tempo para a bandeira ganhar a aceitação do povo.
Durante a Segunda Guerra Mundial, era um costume popular entre amigos, colegas e parentes de um soldado em partida presenteá-lo com um Hinomaru. A bandeira também era usada como símbolo de boa sorte e um amuleto para desejar ao soldado o retorno seguro da batalha. Um termo para esse tipo de amuleto é Hinomaru Yosegaki (日の丸寄せ書き). Uma tradição é que nenhum escrito deve tocar o disco solar. Depois de batalhas, essas bandeiras eram frequentemente capturadas ou encontradas sobre soldados japoneses mortos. Enquanto essas bandeiras se tornavam souvenires, houve o costume de enviar as bandeiras de volta aos descendentes do soldado.
A tradição de marcar o Hinomaru como um amuleto de boa sorte ainda continua, mas de forma limitada. O Hinomaru Yosegaki podia ser exibido em eventos esportivos para apoiar o time nacional do Japão. Outro exemplo é a bandana hachimaki, que é branca e tem o sol carmesim no meio. Durante a Segunda Guerra, as frases "Vitória Certa" (必勝, Hisshou) ou "Sete Vidas" eram escritas nos hachimaki usados por pilotos kamikaze. Isso denotava que o piloto queria morrer pelo seu país.
Antes da guerra, pedia-se que todas as casas tremulassem o Hinomaru em feriados nacionais. Desde a guerra, o hasteamento da bandeira do Japão está praticamente limitado a prédios ligados aos governos locais e nacional, como prefeituras; é raramente vista em residências privadas e estabelecimentos comerciais, mas algumas pessoas e empresas exibem a bandeira em feriados. Apesar de o governo japonês encorajar cidadãos e residentes a tremular o Hinomaru durante feriados nacionais, não existe dever legal. No 80º aniversário do Imperador, em 23 de dezembro de 2002, a Kyushu Railway Company hasteou o Hinomaru em 330 estações.

## Percepção no presente

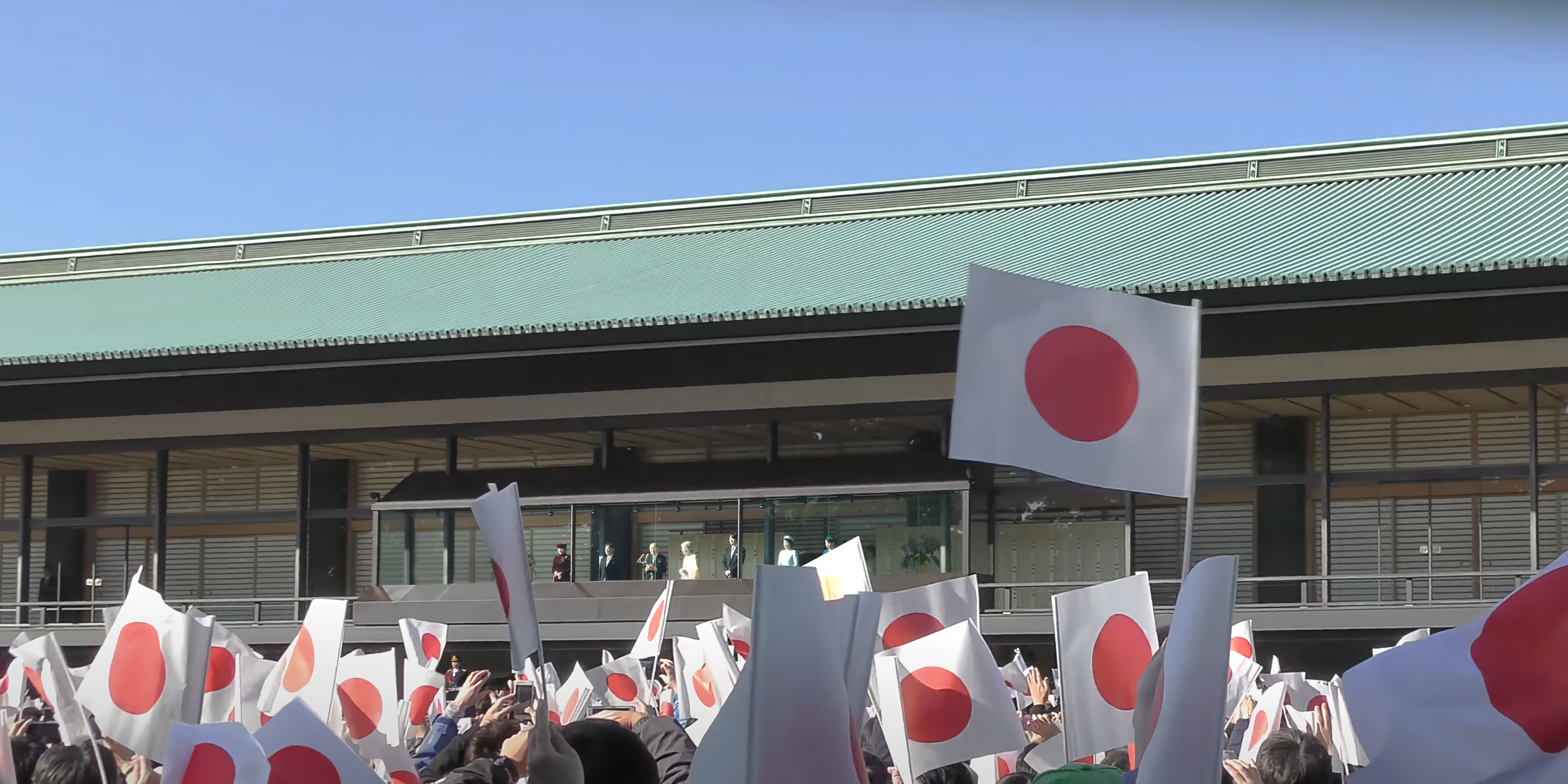
Imperador Akihito se prepara para reverenciar o público com as bandeiras no Palácio Imperial em seu aniversário. Foto tirada em 23 de dezembro de 2017.

Segundo votações conduzidas pela mídia, a maioria dos japoneses via a bandeira do Japão como a bandeira nacional mesmo antes da passagem da Lei Sobre a Bandeira e o Hino Nacional em 1999. A despeito disso, controvérsias sobre o uso da bandeira em evento escolares ou na mídia ainda acontecem. Por exemplo, jornais liberais como o Asahi Shimbun e o Mainichi Shimbun frequentemente publicam artigos criticando a bandeira do Japão, refletindo o espectro político dos seus leitores.
A exibição do Hinomaru em casas e negócios é também discutida na sociedade japonesa. Por causa da associação do Hinomaru com ativistas uyoku dantai (extrema-direita), políticos reacionários ou hooliganismo, algumas casas e empresas não hasteiam a bandeira. Para outros japoneses, a bandeira representa o tempo em que a democracia foi suprimida quando o Japão era um império.
Percepções negativas do Hinomaru existem em antigas colônias do Japão, assim como no próprio Japão, como em Okinawa. Em um exemplo notável, em 26 de outubro de 1987, o dono de um supermercado de Okinawa queimou o Hinomaru antes do começo do Festival Nacional de Esportes do Japão. Chibana Shôichi queimou o Hinomaru não apenas para demonstrar oposição às atrocidades do exército japonês e à presença das forças dos EUA, mas também para ele não ser exibido em público. Outros incidentes em Okinawa a bandeira sendo rasgada em cerimônias escolares e estudantes se recusando a reverenciar a bandeira sendo hasteada ao som do Kimigayo. Na República Popular da China e na Coreia do Sul, que foram ocupados pelo Império do Japão, bandeiras japonesas foram queimadas em protestos contra a política externa do Japão ou se um primeiro-ministro japonês visitasse o Santuário Yasukuni em Tóquio, em honra aos japoneses mortos na guerra, que incluem catorze criminosos de guerra classe A. Sob essa bandeira, os soldados japoneses cometeram vários crimes que resultaram em várias mortes em países ocupados. As leis japonesas permitem a queimadura do Hinomaru, mas bandeiras estrangeiras não podem ser queimadas no Japão.

## Protocolo

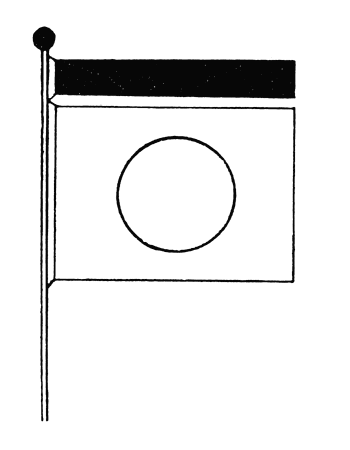
Diagrama publicado com o Regulamento 1 de 1912 (Hasteamento da Bandeira de Luto pelo Imperador).

De acordo com o protocolo, a bandeira pode tremular do nascer ao pôr do sol; empresas e escolas podem hastear a bandeira da abertura ao fechamento. Ao hastear a bandeira do Japão e de outro país ao mesmo tempo, a bandeira do Japão toma a posição de honra e a bandeira do outro país fica à direita. As duas bandeiras devem estar na mesma altura e ter o mesmo tamanho. Quando mais de uma bandeira estrangeira é hasteada, a Bandeira do Japão é alocada na ordem alfabética prescrita pelas Nações Unidas. Quando a bandeira se torna imprópria para uso, costuma ser queimada em âmbito privado. A Lei sobre a Bandeira e o Hino Nacional não especifica como a bandeira deve ser utilizada, mas cada prefeitura tem seus próprios regulamentos sobre o uso do Hinomaru e outras bandeiras das prefeituras.
A bandeira Hinomaru tem pelo menos dois estilos para luto. Um consiste em hastear a bandeira a meio-mastro (半旗, Han-ki), como é prática em diversos países. Os escritórios do Ministério das Relações Exteriores içam a bandeira a meio-mastro durante funerais de chefes de Estado estrangeiros. Um estilo alternativo de luto é cobrir o florão da esfera com roupas pretas e colocar uma tarja preta acima da bandeira, conhecida como "bandeira de luto" (弔旗, Chō-ki). Esse estilo remete a 30 de julho de 1912, quando o Imperador Meiji faleceu e o Gabinete publicou uma ordem estipulando que a bandeira nacional deveria ser hasteada de luto quando morre o Imperador. O Gabinete possui a autoridade de anunciar o hasteamento a meio-mastro da bandeira.

### Escolas públicas

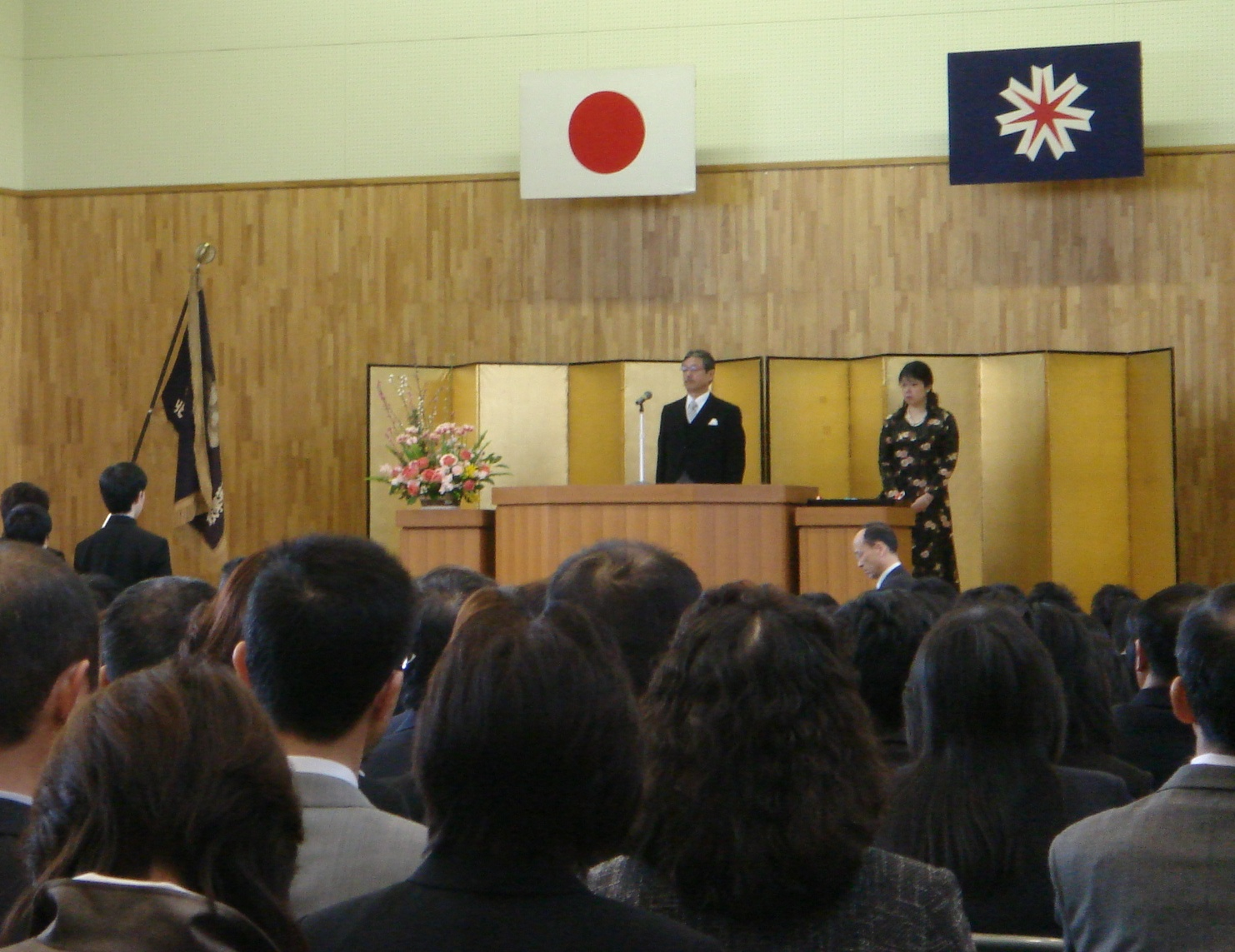
Uma cerimônia de graduação em Hokkaido com o Hinomaru e a bandeira da prefeitura de Hokkaido.

Desde o final da Segunda Guerra Mundial, o Ministério da Educação publicou estatutos e regulamentos para promover o uso do Hinomaru e do Kimigayo nas escolas sob sua jurisdição. O primeiro desses estatutos foi publicado em 1950, afirmando ser desejável, mas não obrigatório, usar os dois símbolos. Esse desejo foi depois expandido para incluir os dois símbolos em feriados nacionais e durante eventos cerimoniais para inculcar nos estudantes o que representam os feriados nacionais e para promover a defesa da educação. Numa reforma das diretrizes educacionais em 1989, o governo, comandando pelo LDP, demandou que a bandeira deveria ser utilizada em cerimônias escolares e o devido respeito deveria ser atribuído à bandeira e ao Kimigayo. Punições para diretores de escolas que não seguissem a ordem também estavam elencadas na reforma.
A Orientação de Currículo de 1999 publicada pelo Ministério da Educação após a aprovação da Lei sobre a Bandeira e o Hino Nacional decretou que "em cerimônias de ingresso e de graduação, as escolas devem hastear a bandeira do Japão e instruir os estudantes a cantar o "Kimigayo" (hino nacional), dado o significado da bandeira e da canção". Adicionalmente, o comentário do ministério sobre a diretriz de currículo de 1999 para escolas primárias afirma que "dado o avanço da internacionalização, para fomentar o patriotismo e a consciência de ser japonês, é importante inculcar nas crianças uma atitude respeitosa diante da bandeira do Japão e do Kimigayo para crescerem como cidadãos japoneses respeitáveis em uma sociedade internacionalizada." O ministério também atestou que se os estudantes japoneses não fossem capazes de respeitar seus próprios símbolos, então não seriam capazes de respeitar os símbolos das demais nações.
As escolas têm sido o centro de controvérsias sobre o hino e a bandeira nacional. A Secretaria da Educação de Tóquio demanda o uso da bandeira e do hino em eventos sob sua jurisdição. A ordem determina que os professores das escolas devem respeitar os símbolos nacionais, sob o risco de perder o emprego. Alguns protestaram, alegando que as regras contrariavam a Constituição do Japão, mas a Secretaria argumentou que uma vez que escolas são agências do governo, seus empregados têm a obrigação de ensinar seus estudantes como serem bons japoneses. Como sinal de protesto, algumas escolas se recusaram a hastear o Hinomaru em graduações escolares e alguns pais rasgaram a bandeira. Professores tentaram sem sucesso fazer queixas criminais contra o governador de Tóquio, Shintarō Ishihara, e oficiais superiores por obrigarem os professores a honrar o Hinomaru e o Kimigayo. Depois dessa oposição inicial, a União dos Professores do Japão aceitou o uso da bandeira e do hino nacional; a menor União de Todos os Professores e Funcionários do Japão ainda se opõe ao uso dos símbolos no sistema escolar.

## Bandeiras relacionadas

### Forças Armadas
As Forças de Autodefesa do Japão (JSDF) e a Força Terrestre de Autodefesa do Japão usam uma versão do disco solar com oito raios carmesins saindo do disco central, chamada Hachijō-Kyokujitsuki (八条旭日旗). Há uma borda dourada parcialmente em volta dos cantos.
Uma variante bem conhecida do disco solar é o disco solar com 16 raios em uma formação Siemens star, usada historicamente pelas Forças Armadas do Japão, particularmente a Marinha Imperial do Japão. A bandeira, conhecida em japonês como Kyokujitsu-ki (旭日旗), foi adotada pela primeira vez como bandeira naval em 7 de outubro de 1889, e foi usada até o final da Segunda Guerra Mundial em 1945. Foi re-adotada em 30 de junho de 1954, e hoje é usada como bandeira naval da Força Marítima de Autodefesa do Japão (JMSDF). Nos países asiáticos vizinhos que foram ocupados pelo Japão, essa bandeira ainda carrega uma conotação negativa. A JMSDF também usa um galhardete. Adotada pela primeira vez em 1914 e re-adotada em 1965, a bandeirola contém uma versão simplificada da bandeira naval no final do mastro, com o resto da bandeirola de cor branca. A razão da bandeirola está entre 1:40 e 1:90.
A Força Aérea de Autodefesa do Japão (JASDF), estabelecida independentemente em 1952, tem apenas o disco solar como seu emblema. Esse é o único ramo com um emblema que não invoca os raios solares do padrão imperial. Entretanto, há uma bandeira para uso em bases e em paradas. A bandeira foi criada em 1972, sendo a terceira usada pela JASDF desde sua criação. A bandeira contém a insígnia da JASDF em um fundo azul.
Apesar de não ser uma bandeira nacional oficial, a bandeira de sinal Z teve um grande papel na história naval do Japão. Em 27 de maio de 1905, o almirante Tōgō Heihachirō do Mikasa se preparava para engajar contra a Frota do Báltico russa. Antes do começo da Batalha de Tsushima, Togo hasteou a bandeira Z no Mikasa e enfrentou a frota russa, vencendo a batalha para o Japão. No hasteamento da bandeira disse o seguinte à tripulação: "O destino do Japão Imperial depende dessa batalha; todas as mãos devem se esforçar e fazer seu melhor." A bandeira Z também foi hasteada no porta-aviões Akagi na véspera do ataque japonês a Pearl Harbor, Havaí, em dezembro de 1941.
| Exército Imperial Japonês (十六条旭日旗)   | Forças de Autodefesa do Japão (八条旭日旗)      | Força Marítima de Autodefesa do Japão (十六条旭日旗) |
|                                            |                                                 |                                                      |
| Marinha Imperial Japonesa (大日本帝國海軍) | Força Aérea de Autodefesa do Japão (航空自衛隊) | Roundel da Força Aérea de Autodefesa do Japão        |

### Imperial

O estandarte do imperador do Japão.

Começando em 1870, bandeiras foram criadas para o Imperador (o então Imperador Meiji), a Imperatriz e outros membros da família imperial. Primeiramente, a bandeira do imperador era ornada com um sol no centro de um modelo artístico. Ele tinha bandeiras usadas na terra, no mar e para quando estivesse em uma carruagem. A família imperial também recebeu bandeiras para serem usadas no mar ou na terra (uma para uso a pé e outra para uso em carruagens). As bandeiras da carruagem eram um crisântemo monocromático, com 16 pétalas, no centro de um fundo monocromático. Essas bandeiras foram descartadas em 1889 quando o Imperador decidiu usar o crisântemo em um fundo carmesim como sua bandeira. Com pequenas mudanças nas sombras das cores e nas proporções, as bandeiras adotadas em 1889 ainda estão em uso pela família imperial.
A bandeira do atual imperador é um crisântemo de 16 pétalas, coloridas em ouro, no centro de um fundo carmesim com uma razão 2:3. A Imperatriz usa a mesma bandeira, exceto pela forma de uma cauda de andorinha. O príncipe e a princesa usam a mesma bandeira, exceto por um crisântemo menor e uma borda branca no meio das bandeiras. O crisântemo está associado ao trono imperial desde o governo do Imperador Go-Toba no século XII, mas não era exclusivo do símbolo do trono imperial até 1868.

### Subnacional

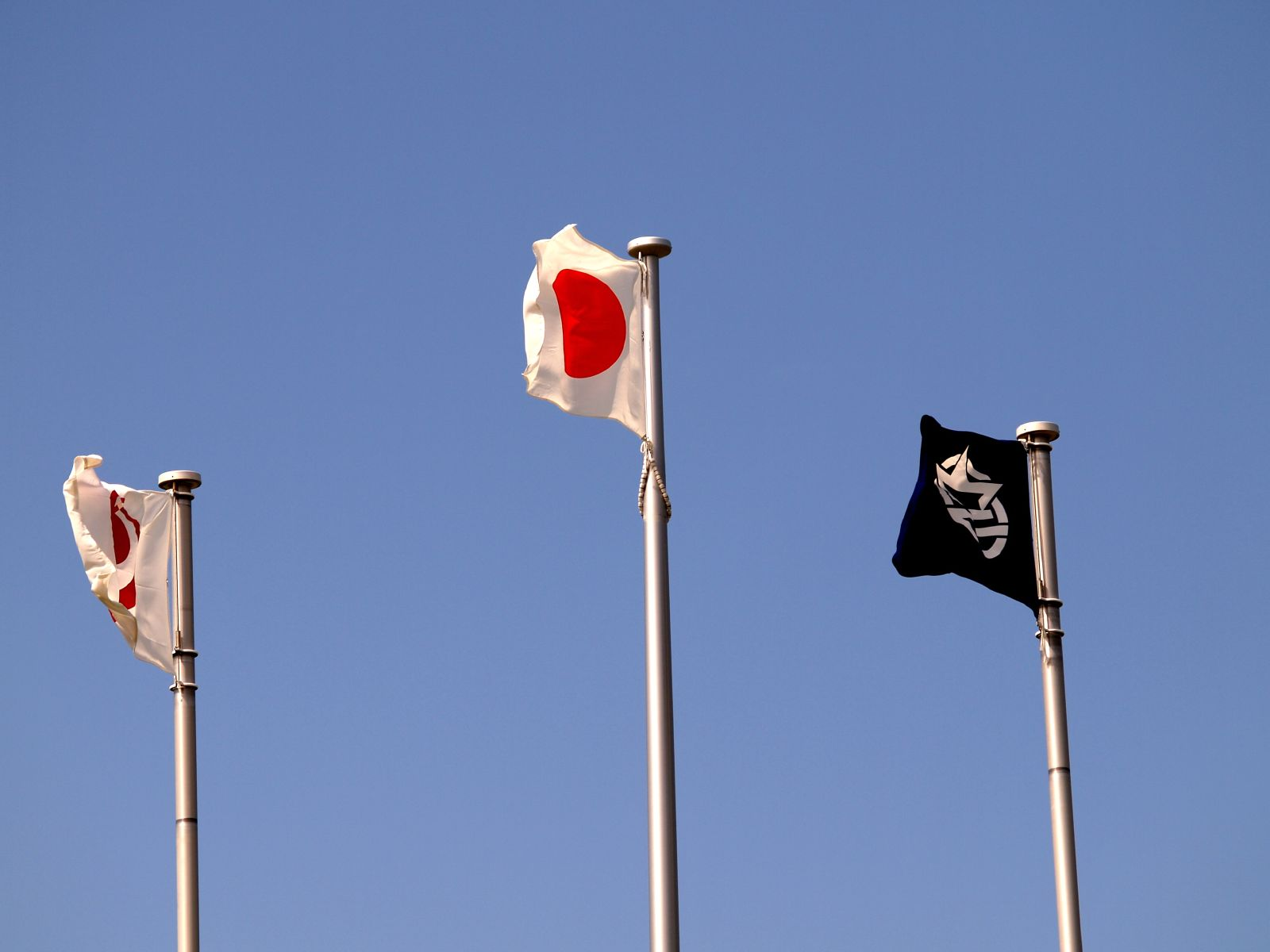
A bandeira do Japão tremulando com as bandeiras da prefeitura de Okinawa e da cidade de Urasoe.

Cada uma das 47 prefeituras do Japão tem uma bandeira baseada na bandeira nacional na medida em que consistindo de um símbolo, mon, em um campo monocromático (com a exceção de Ehime, que usa um símbolo num fundo bicolor). Há algumas bandeiras de prefeituras, como a de Hiroshima, que coincidem suas características com a da bandeira nacional (razão 2:3, mon colocado no centro e 3/5 do tamanho da bandeira). Alguns mon colocam o nome da prefeitura em caracteres japoneses; outras são pinturas estilizadas do lugar ou alguma outra característica especial da prefeitura.Um exemplo é a bandeira da prefeitura de Nagano, em que um caractere katakana laranja ナ (na) aparece no centro de um disco branco. Uma interpretação do mon é que o símbolo na representa uma montanha e o disco branco, um lago. A cor laranja representa o sol, enquanto o branco representa a neve da região.
Municípios também podem adotar suas próprias bandeiras. O design é parecido com os das bandeiras das prefeituras: um mon num fundo monocromático. Um exemplo é a bandeira de Amakusa, na prefeitura de Kumamoto: o símbolo da cidade é composto pelo caractere katakana ア (a) cercado por ondas. Esse símbolo está centrado numa bandeira branca, com uma razão de 1:1.5. Tanto o emblema como a bandeira da cidade foram adotados em 2006.

### Outras
Além das bandeiras usadas pelas Forças Armadas, algumas outras bandeiras foram inspirada na bandeira nacional. A antiga bandeira do Japan Post consistia no Hinomaru com uma barra horizontal carmesim no centro da bandeira. Também tinha um fino anel branco em volta do sol carmesim. Foi depois substituída por uma bandeira que consiste no 〒 em carmesim com um fundo branco.
Duas bandeiras nacionais criadas recentemente se assemelham à bandeira do Japão. Em 1971, Bangladesh conseguiu a independência do Paquistão e adotou uma bandeira nacional com um fundo verde, acompanhado de um disco carmesim fora do centro que contém um mapa dourado do Bangladesh. A bandeira atual, adotada em 1972, retirou o mapa dourado e manteve o restante. O governo do Bangladesh oficialmente considera o disco carmesim um círculo; a cor carmesim simboliza o sangue derramado para criar o país. A nação insular de Palau usa uma bandeira com um design similar, mas o esquema de cores é totalmente diferente. Apesar do governo de Palau não citar os japoneses como influência em sua bandeira nacional, o Japão administrou Palau de 1914 até 1944. A bandeira de Palau é uma lua cheia dourada não localizada no centro, com um fundo azul celeste. A lua representa a paz e uma nação nova enquanto o fundo azul celeste representa a transição de Palau para um governo próprio entre 1981 e 1994, quando foi obtida a independência total.
A bandeira naval do Japão também influenciou o design de outras bandeiras. Um design assim é usado pela bandeira do Asahi Shimbun. No fundo da bandeira, um quarto do sol é exibido. O caractere kanji 朝 aparece na bandeira, branco, cobrindo a maior parte do sol. Os raios partem do sol, em uma ordem alternante de carmesim e branco, culminando em 13 linhas no total. A bandeira é comumente vista no campeonato nacional de beisebol escolar, pois o Asahi Shimbun é o principal patrocinador do torneio. As bandeiras e insígnias de ranking da Marinha Imperial do Japão também se baseiam na bandeira naval.